# Robert Seni
Robert Seni (Islas Salomón, 9 de junio de 1977) es un exfutbolista de las Islas Salomón que jugaba en la posición de centrocampista.

## Carrera

### Club
| Periodo   | Club         |
| --------- | ------------ |
| 1995-2003 | Kossa FC     |
| 2003-2005 | Fair West FC |
| 2005-2010 | Kossa FC     |

### Selección nacional
Jugó para Islas Salomón en 18 ocasiones de 1992 a 2003 y anotó seis goles; participó en dos ediciones de la Copa de las Naciones de la OFC donde anotó un gol en la edición de 1996.

## Logros
- S-League (1): 2006/07
- Liga de Honiara (1): 2008/09